# Taterbos
Het Taterbos of Dieterderbos is een Nederlands natuurgebied ten noorden van Susteren.
Het gebied meet 6 ha en is eigendom van de Vereniging Natuurmonumenten. Het langgerekte moerasbos ligt in een oude stroomgeul van de Maas. Er staan vooral elzen en populieren.
Het Taterbos is belangrijk omdat de boomkikker er voorkomt.